# Philip Arnold Subira Anyolo
Philip Arnold Subira Anyolo (Tongaren, 18 de maio de 1956) é um prelado queniano da Igreja Católica, arcebispo de Nairóbi.

## Biografia
Foi ordenado padre em 15 de outubro de 1983. Foi nomeado pelo Papa João Paulo II como bispo da recém ereta Diocese de Kericho em 6 de dezembro de 1995, sendo consagrado em 3 de fevereiro de 1996, pelo cardeal Jozef Tomko, prefeito da Congregação para a Evangelização dos Povos, coadjuvado por Maurice Michael Otunga, cardeal arcebispo de Nairóbi e por Cornelius Kipng’eno Arap Korir, bispo de Eldoret.
Em 22 de março de 2003, foi transferido para a Diocese de Homa Bay, onde fez sua entrada solene em 23 de maio do mesmo ano. Foi presidente da Conferência Episcopal do Quênia, entre 2015 e 2021. Foi promovido pelo Papa Francisco a arcebispo metropolitano de Kisumu em 15 de novembro de 2018, onde fez sua entrada solene em 12 de janeiro de 2019.
Em 28 de outubro de 2021, foi transferido para a Arquidiocese de Nairóbi. Fez sua entrada solene na Sé em 20 de novembro do mesmo ano.